# Deming (New Mexico)
Deming is een plaats (city) in de Amerikaanse staat New Mexico, en valt bestuurlijk gezien onder Luna County. Deming ligt 97 kilometer ten westen van Las Cruces en 53 kilometer ten noorden van de Mexicaanse grens. Bij de volkstelling in 2010 werd het aantal inwoners vastgesteld op 14.855. In 2017 werd het aantal inwoners geschat op 14.183, een daling van 672 (4,5%) ten opzichte van 2010. Deming is de county seat en hoofdgemeenschap van Luna County.

## Geschiedenis
De stad, gesticht in 1881 en geïncorporeerd in 1902, was een belangrijke toegangspoort op de Amerikaans-Mexicaanse grens tot aan de Gadsdenaankoop in 1853. De stad kreeg bij haar stichting de bijnaam New Chicago. Men verwachtte namelijk dat de stad een enorme groei zou doormaken en na verloop van tijd qua omvang gelijkenissen met Chicago (Illinois) zou gaan vertonen, omdat het gebruik van het treinspoor sterk in opkomst was. 

Deming is vernoemd naar Mary Ann Deming Crocker, de vrouw van Charles Crocker, destijds een van de belangrijkste vier zakenmannen van de treinspoorindustrie. 

Er zijn verscheidene sites waar de indianen zich in het verleden hebben gevestigd in de buurt van Deming. De Mimbrescultuur en die van de Casas Grandes vervaardigden aardewerken van opvallend goede kwaliteit. De regio van Deming is rijk aan inheemse aardewerken artefacten, kralen, rotstekeningen, graven, etc. De artefacten worden tegenwoordig tentoongesteld in meerdere musea. 

## Bestuur
De stad Deming wordt bestuurd door vier gekozen gemeenteraadsleden en een burgemeester. De burgemeester wordt rechtstreeks door de burgers gekozen in plaats van door de gemeenteraad. Alle ambtenaren bekleden hun functie gedurende een termijn van vier jaar. De burgemeester van Deming is sinds 10 maart 2014 Benny Jasso. De gemeenteraad bestaat uit de volgende afgevaardigden van vier stadsdistricten:
- District 1 - David L. Sanchez
- District 2 - Roxana Rincon
- District 3 - Joe Milo
- District 4 - Victor Cruz

## Geografie
Volgens het United States Census Bureau beslaat de plaats een oppervlakte van 24,2 km², geheel bestaande uit land. De stad is omringd door vlak land, met brede steenpuinvlaktes rond de nabijgelegen bergen. De Mimbres (rivier) zorgt ongeveer eenmaal per decennium voor overstromingen in de omgeving van Deming. Dit gebeurt bij ongebruikelijke hoeveelheden neerslag in de Cookes Range en Black Range, twee relatief kleine gebergten ten noorden van de stad. Onder Deming en haar omgeving ligt een aquifer met water van goede kwaliteit. De aquifer wordt langzaam aangevuld door water dat voornamelijk afkomstig is uit de gebergten in het noorden. Normaal gesproken heeft het water een hoog zwavelgehalte.

## Klimaat
Deming is gelegen in het noordelijke gebied van de klimaatzone van de Chihuahuawoestijn en kent een BS-klimaat. Het klimaat is droog, warm en winderig. Zomertemperaturen boven de 38°C zijn geen uitzondering, maar de hoogte waarop de stad zich bevindt (1321 m) en de droge lucht zorgen er soms voor dat zomerdagen aangenamer zijn dan men zou verwachten bij zulke hoge temperaturen. 
Het grootste deel van de neerslag in het jaar valt bij zware regenbuien tijdens de moesson, die loopt van juli tot en met september. Er ontstaan dan soms kleine overstromingen over grote vlaktes. Er zijn periodes, variërend van vijf tot twintig jaar, met relatief natte of droge jaren. In de lente is het vaak winderig, wat er toe leidt dat er zo nu en dan zandstormen ontstaan die enkele dagen aan kunnen houden. Meestal valt er in de winter sneeuw, die over het algemeen binnen enkele dagen weer smelt. Temperaturen in de winter liggen soms onder het vriespunt in de nacht, maar winterdagen zijn over het algemeen aangenaam en zonnig.
| Maand                                     | jan   | feb   | mrt   | apr  | mei  | jun  | jul  | aug  | sep  | okt  | nov   | dec   | Jaar  |
| ----------------------------------------- | ----- | ----- | ----- | ---- | ---- | ---- | ---- | ---- | ---- | ---- | ----- | ----- | ----- |
| Hoogste maximum (°C)                      | 29,0  | 30,0  | 33,0  | 37,0 | 41,0 | 43,0 | 43,0 | 43,0 | 40,0 | 37,0 | 33,0  | 28,0  | 43,0  |
| Gemiddeld maximum (°C)                    | 14,5  | 17,3  | 21,3  | 25,9 | 30,7 | 35,2 | 34,6 | 33,3 | 31,0 | 25,7 | 19,2  | 14,0  | 25,3  |
| Gemiddelde temperatuur (°C)               | 5,9   | 8,2   | 11,6  | 15,6 | 21,0 | 25,1 | 26,4 | 25,3 | 22,3 | 16,4 | 9,9   | 5,7   | 16,1  |
| Gemiddeld minimum (°C)                    | −2,7  | −0,9  | 1,8   | 5,3  | 10,1 | 15,0 | 17,9 | 17,3 | 13,6 | 7,2  | 0,7   | −2,6  | 6,9   |
| Laagste minimum (°C)                      | −22,0 | −14,0 | −14,0 | −9,0 | −5,0 | 3,0  | 9,0  | 10,0 | 2,0  | −8,0 | −14,0 | −19,0 | −22,0 |
|                                           |       |       |       |      |      |      |      |      |      |      |       |       |       |
| Neerslag (mm)                             | 13    | 15    | 8     | 9    | 6    | 13   | 51   | 51   | 30   | 24   | 17    | 23    | 260   |
| Bron: The Western Regional Climate Center |       |       |       |      |      |      |      |      |      |      |       |       |       |

## Demografie
Volgens de volkstelling van 2010 had Deming een bevolking van 14.855 mensen. Er waren 5582 huishoudens en 3729 families in de stad. De bevolkingsdichtheid lag op 614 inw./km2. Het aantal wooneenheden lag op 6226, met gemiddeld 257 wooneenheden per km2. 76,6% van de bevolking was blank, 1,5% Afro-Amerikaans, 1,3% indiaans, 0,6% Aziatisch, 0,1% oorspronkelijk eilandbewoner van de Stille Oceaan, 17,2% van een andere achtergrond en 2,6% was afkomstig van twee of meer achtergronden. 68,6% van de bevolking was Hispanic of Latino. Er waren 5.582 huishoudens, waarvan 30,6% kinderen van onder de 18 herbergde. Bij 43,8% ging het om getrouwde stellen, 17,4% had een alleenstaande vrouwelijke bewoner en bij 33,2% betrof het geen familie. 29,0% bestond uit mensen die alleen woonden, waarvan het bij 14,4% ging om een persoon van 65 jaar of ouder. Het gemiddelde huishouden bestond uit 2,56 personen en de gemiddelde familie omvatte 3,16 personen. 
In de stad was de bevolking qua leeftijd voor 30,8% jonger dan 20, 6,6% van 20 tot en met 24, 22,3% van 25 tot en met 44, 21,8% van 45 tot en met 64 en 18,5% 65 of ouder. De gemiddelde leeftijd was 36,0 jaar oud. De bevolking bestond voor 49,2% uit mannen en voor 50,8% uit vrouwen. 
Het gemiddelde inkomen van een huishouden in de stad werd bij de schatting van het U.S. Census Bureau in 2017 vastgesteld op $25.916 en het gemiddelde inkomen van een gezin op $31.206. Het geschatte gemiddelde inkomen van een man in een voltijdbaan was $28.725, tegenover een gemiddelde van $19.340 bij een vrouw. Het inkomen per hoofd van de bevolking werd geschat op $13.593. 29,1% van de gezinnen en 33,4% van de bevolking leefde onder de armoedegrens, waaronder 47.4% van de mensen onder de 18 en 20.9% van de mensen van 65 of ouder. 

## Plaatsen in de nabije omgeving
De onderstaande figuur toont nabijgelegen plaatsen in een straal van 68 km rond Deming.